# Bayern-Rundfahrt 2008
Die 29. Bayern-Rundfahrt ist ein Rad-Etappenrennen, das vom 28. Mai bis zum 1. Juni 2008 stattfand. Das Rennen führte über fünf Etappen, wovon eine ein 25,9 Kilometer langes Einzelzeitfahren war. Die Gesamtlänge der Rundfahrt war 771,9 Kilometer. Das Rennen gehörte zur UCI Europe Tour 2008 und war dort in die höchste Kategorie 2.HC eingestuft.

## Etappen
| Etappe    | Tag     | Start – Ziel                      | km    | Etappensieger     | Gesamtwertung   |
| --------- | ------- | --------------------------------- | ----- | ----------------- | --------------- |
| 1. Etappe | 28. Mai | Freyung – Sankt Englmar           | 175,4 | Gerald Ciolek     | Gerald Ciolek   |
| 2. Etappe | 29. Mai | Straubing – Neusäß                | 219,9 | Olaf Pollack      | Gerald Ciolek   |
| 3. Etappe | 30. Mai | Donauwörth – Würzburg             | 189,5 | Gerald Ciolek     | Gerald Ciolek   |
| 4. Etappe | 31. Mai | Bad Neustadt a.d.Saale (EZF)      | 025,9 | Stefan Schumacher | Christian Knees |
| 5. Etappe | 1. Juni | Bad Neustadt a.d.Saale – Erlangen | 161,2 | Heinrich Haussler | Christian Knees |